# Sára Bernadette
Sára Bernadette (Budapest, 1951. április 4. –) Jászai Mari-díjas magyar színésznő, a Kecskeméti Katona József Nemzeti Színház örökös tagja.

## Élete
Főiskolai tanulmányait a Színház- és Filmművészeti Főiskolán végezte 1971–1974 között Musical és Operett szakon. A záróvizsgáját követően Ruszt József szerződtette prózai szerepekre Kecskemétre. 1974–1978 között a kecskeméti Katona József Színház tagja volt. 1978–1983 között a Népszínház, 1983–1992 között a Nemzeti Színház társulatának tagja. 1992-től szabadfoglalkozású művész. 2008-tól ismét a kecskeméti társulat színésznője, ahol a 2015/16-os évadban elnyerte a legjobb színésznőnek járó díjat.
Férje Cseke Péter színész, színigazgató, rendező. Két lányuk született: Sára és Dorottya.
Pályája során a drámairodalom legfajsúlyosabb szerepeit játszotta és játssza mindmáig. Önálló estekkel is járta az országot. Márai verseiből készült összeállításukat sok helyen adhatták elő. Több verses CD-t is megjelentettek férjével, ezek közül is kiemelkedik Az „Úr érkezése” című, amely XX. századi magyar költők istenes verseinek összeállítása.

## Színházi szerepei
- 1974. 	Friedrich Schiller: Don Carlos... Erzsébet
- 1975. 	William Shakespeare: János király... Blanka
- 1975. 	Raffai Sarolta: Vasderes... Szereplő
- 1976. 	Shakespeare: Téli rege... Perdita
- 1976.     Shakespeare: Rómeó és Júlia... Júlia
- 1976.     Marinkovics: Glória... Glória
- 1977. 	Németh László: VII. Gergely... Szereplő
- 1977.     Schiller: Stuart Mária... Mária
- 1978. 	Christopher Marlowe: Doktor Faustus... Heléna
- 1978.     Bertolt Brecht – Kurt Weill: Koldusopera... Polly

Népszínház:
- 1980. 	Molière: Don Juan... Elvira
- 1980. 	J. B. Priestley: Veszélyes forduló... Olween
- 1982. 	Cormon, D’Ennery: A két árva... Florette

Nemzeti Színház:
- 1982. 	Gerhart Hauptmann: Naplemente előtt... Inken
- 1983.     Boldizsár Miklós – Szörényi Levente – Bródy János: István, a király... Gizella (Városliget, Királydomb)
- 1984. 	Arthur Miller: Nem félünk a farkastól... Honey
- 1984.     Boldizsár Miklós – Szörényi Levente – Bródy János: István, a király... Gizella (Szeged, Dóm tér)
- 1985. 	George Bernard Shaw: Tanner John házassága... Violet
- 1987. 	T. S. Eliot: Koktél hatkor... Celia
- 1988. 	A. Miller: Játék az időért... Mandel
- 1989. 	Békeffi István: Janika... Miss Betty Torday (Játékszín)
- 1991. 	Bókay János: Négy asszonyt szeretek... Bébé
- 1991. 	Anton Pavlovics Csehov: Cseresznyéskert... Sarlotta Ivanovna

- 1994. 	Siegfried Geyer - Robert Katscher: Gyertyafénykeringő... Nagyságos asszony (Klapka Sztárszínház)
- 1994. 	Guy Foissy: Öbölből vödörbe... Csibili (Tatabányai Színház)
- 1994. 	Neil Simon: Furcsa pár... Cecilly (Játékszín)
- 1997. 	A. Miller: Bűnbeesés után... Holga (Játékszín)
- 1999. 	Daphne du Maurier: Manderley ház asszonya... Beatrice Lacy (Játékszín)
- 2001. 	Valentyin Petrovics Katajev: Bolond vasárnap... Helén (Karinthy Színház)
- 2004. 	Békeffi: Okos mama... címszerep (Turay Ida Színtársulat)
- 2007. 	Jean Letraz: Tombol az erény... Susanna (Turay Ida Színtársulat)
- 2007. 	Gábor Andor: Dollárpapa... Matilda (Karinthy Színház)
- 2015. 	Giulio Scarnacci – Renzo Tarabusi: Kaviár és lencse... Matilde  (József Attila Színház)

Kecskeméti Katona József Színház
- 2009. 	Márai Sándor: Eszter hagyatéka... Eszter
- 2009.     Nyikolaj Vasziljevics Gogol: Utóirat... Szereplő
- 2009.     Neil Simon: Furcsa pár (női változat) ... Olive
- 2010. 	William Somerset Maugham: Csodás vagy, Júlia... Júlia
- 2010.     Karol Wojtyla: Az aranyműves boltja... Teréz
- 2011. 	Shakespeare: Harmadik Richard... Erzsébet
- 2011.     Füst Milán: Boldogtalanok... Özv. Húberné
- 2012. 	Csiky Gergely: Buborékok... Szidónia
- 2013. 	Pierre Notte: Két néni, ha elindul... Anette
- 2013.     Heltai Jenő: Naftalin... Manci
- 2013.     P. Buckman: Most mindenki együtt... Hannah
- 2014. 	Bíró Kriszta: A Nyugat női... Szereplő
- 2015. 	Georges Feydeau: Balfék... Mme Vatelin
- 2016. 	Marc Camoletti: Boeing, boeing... Bertha
- 2016.     Robert Harling: Acélmagnóliák... Valery
- 2017. 	Henrik Ibsen: Gabler Hedda... Juliane Tesman kisasszony
- 2017.     Bolero vers-tánc-színház... Szereplő
- 2017.     Bertolt Brecht: A jóember Szecsuánból... Sin asszony
- 2018. 	Molnár Ferenc: A testőr... A mama
- 2018.     A. Miller: Az ügynök halála... Linda
- 2019. 	Leonard Gershe: A pillangók szabadok... Mrs. Baker
- 2019.     Társasjáték New Yorkban... Sophie) stb.
- 2020. 	Robert Thomas: Nyolc nő... Mamy
- 2023/2024  Marc Norman – Tom Stoppard: Szerelmes Shakespeare... királynő

## Filmjei

### Játékfilmek
- Egy kis hely a nap alatt (1974)
- Ki látott engem? (1977)
- Klaus Mann- Szabó István: Mephisto (1981)
- Mennyei seregek (1983)
- István, a király (1984)
- Elcserélt szerelem (1984)
- Küldetés Evianba (1988)
- Szeress most! (2003-2004)

### Tévéfilmek
- Hogyan viseljük el szerelmi bánatunkat?! (1975)
- Mézeshetek (1975)
- Néró és a VII/a. (1977)
- Ki látott engem? (1977)
- Wiener Walzer (1980)
- A tönk meg a széle (1982)
- Földnélküli János (1987)
- Névtelen levelek (1987)
- Barátok közt (2019), (2020) - Somogyiné Bányai Evelin
- Doktor Balaton (2020) - Boriska

### Szinkron
- Bűvölet: Cristina Ansaldi–Daniela Poggi
- Bűvös pillanatok: Beth - Debora Weston

## Díjai, elismerései
- Bilicsi-díj (2006)
- Pék Matyi-díj (2010,2012)
- Jászai Mari-díj (2020)
- A legjobb színésznő Kecskemét (2015-2016)